# Powiat Děčín
Powiat Děčín (czes. Okres Děčín) – powiat w Czechach, w kraju usteckim. Jego siedziba znajduje się w mieście Děčín. Powierzchnia powiatu wynosi 909,00 km², zamieszkuje go 133 734 osób (gęstość zaludnienia wynosi 147,12 mieszkańców na 1 km²). Powiat ten liczy 52 miejscowości, w tym 12 miast.
Od 1 stycznia 2003 powiaty nie są już jednostką podziału administracyjnego Czech. Podział na powiaty zachowały jednak sądy, policja i niektóre inne urzędy państwowe. Został on również zachowany dla celów statystycznych.

## Struktura powierzchni
Według danych z 31 grudnia 2003 powiat ma obszar 909,00 km², w tym:
- użytki rolne – 40,10%, w tym 32,94% gruntów ornych
- inne – 59,9%, w tym 82,25% lasów
- liczba gospodarstw rolnych: 357

## Demografia
Dane z 31 grudnia 2003:
| Opis        | Ogółem  | Kobiety       | Mężczyźni     |
| ----------- | ------- | ------------- | ------------- |
| populacja   | 133 734 | 68 036 50,87% | 65 698 49,13% |
| średni wiek | 38      | 40,10         | 36,98         |

- gęstość zaludnienia: 147,12 mieszk./km²
- 84,84% ludności powiatu mieszka w miastach.

## Zatrudnienie
| Mieszkańcy ze stałym zatrudnieniem | 28 904       |
| Średnia pensja miesięczna          | 14 562 koron |
| Bezrobotni                         | 11 272       |
| Stopa bezrobocia                   | 15,59%       |

## Szkolnictwo
W powiecie Děčín działają:
| Rodzaj szkoły                   | Liczba szkół |
| ------------------------------- | ------------ |
| Przedszkola                     | 60           |
| Szkoły podstawowe               | 47           |
| Gimnazja                        | 4            |
| Szkoły średnie techniczne       | 13           |
| Szkoły średnie ogólnokształcące | 9            |
| Szkoły wyższe                   | 1            |

## Służba zdrowia

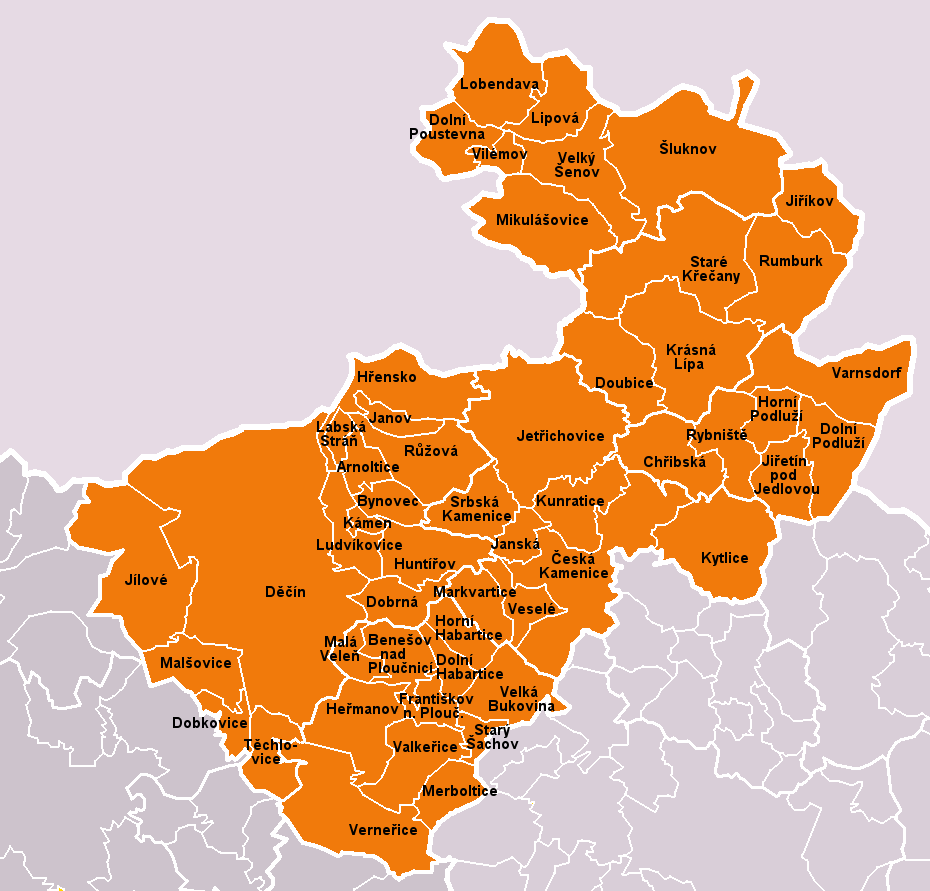
Powiat Děčín

| Lekarze                               | 369 |
| Szpitale                              | 4   |
| Specjalistyczne ośrodki terapeutyczne | 2   |
| Gabinety dentystyczne                 | 65  |
| Apteki                                | 31  |